# 弗勒阿
弗勒阿（德語：Flöha，發音：[ˈfløːa] ⓘ）是德国萨克森州中萨克森县的城市，面积27.76平方千米，2023年12月31日人口为10,426人。